# Guanovleermuis
De guanovleermuis (Tadarida brasiliensis) is een vleermuis uit het geslacht Tadarida die voorkomt van het midden van de Verenigde Staten (VS) tot het zuiden van Argentinië, inclusief de Grote en Kleine Antillen. De soort staat bekend om de grote koloniën - van miljoenen dieren - die gevormd worden in het zuiden van de VS.
De nauwste verwant van deze soort is mogelijk Tadarida aegyptiaca, een soort uit Afrika en Zuidwest- en Zuid-Azië. Volgens fylogenetisch onderzoek is de guanovleermuis echter de zustergroep van alle Aziatische Tadarida-soorten. De guanovleermuis is echter ook wel in een apart geslacht, Rhizomops Legendre, 1984, geplaatst.

## Beschrijving
De bovenkant van het lichaam van deze kleine bulvleermuis is donker- of chocoladebruin tot grijsbruin, net als de vleugels, de onderkant iets lichter. De keel is donkerder dan het achterlijf. Er zijn ook albino's bekend, exemplaren met een witte vacht maar normale ogen, en dieren met stukken witte vacht. De bek is puntig. De bovenlip bevat diepe plooien en hangt over de onderlip heen. De kop is bedekt met korte, stijve borstelharen. De grote, ronde oren bevatten diepe groeven en een goed ontwikkelde, vierkante tragus. Ze raken elkaar of raken elkaar bijna boven op het hoofd. De elastische, sterke, leerachtige membranen (vleugels en staartmembraan) lijken naakt, maar zijn bedekt met fijne haren. De vleugels zijn lang en smal. Doordat de achterpoten kort en krachtig zijn, kan dit dier goed klimmen. Net als bij andere bulvleermuizen steekt de lange, muisachtige staart uit het staartmembraan. Vrouwtjes hebben één paar van mammae, dat op de borst is gelegen. Het karyotype bedraagt 2n=48, FN=54, 56 of 58.
De schedel is driehoekig. De tandformule bedraagt 1.1.2.3/2-3.1.2.3; de guanovleermuis heeft dus 30 of 32 tanden. De punten van de bovensnijtanden buigen naar elkaar toe. De hoektanden zijn lang en scherp. De tweede valse kies in de bovenkaak (P1) is zeer klein. Er zijn geen gaten tussen de snij- en hoektanden in de onderkaak. De derde snijtand (i3) is klein. Ook de eerste en tweede valse kies (p1 en p2) zijn klein, vooral p1.
In onderstaande tabel zijn maten van allerlei populaties van de guanovleermuis opgenomen. Zo veel mogelijk is ook het aantal exemplaren waarop de maten gebaseerd zijn (n) opgenomen.
| Populatie        | Totale lengte (mm) | Staartlengte (mm) | Achtervoetlengte (mm) | Oorlengte (mm)   | Voorarmlengte (mm) | Gewicht (g)      |
| ---------------- | ------------------ | ----------------- | --------------------- | ---------------- | ------------------ | ---------------- |
| Argentinië       | 87,0-114,0 (n=34)  | 30,0-42,0 (n=31)  | 6,7-12,0 (n=32)       | 12,0-21,5 (n=32) | 41,8-45,8 (n=38)   | 8,2-19,0 (n=29)  |
| Catamarca        | 89-107 (n=65)      | 31-46 (n=63)      | 7-10,9 (n=63)         | 14-20,1 (n=63)   | 37,0-47,0 (n=31)   | 8,0-14,0 (n=76)  |
| Tucumán (n=17)   | 87,7-105,0         | 30,0-41,0         | 7,2-10,0              | 12,0-21,5        | 41,3-45,0          | 10,0-14,0 (n=12) |
| Bolivia (n=6)    | 93-103             | 32-38             | 7-9                   | 12-20            | 42-44 (n=5)        | -                |
| Saint Kitts      | -                  | -                 | -                     | -                | 36,0-39,3 (n=12)   | 9,0 (n=2)        |
| Antigua (n=10)   | -                  | -                 | -                     | -                | 36,5-40,3          | 7,9-11,1         |
| Jamaica          | -                  | -                 | -                     | -                | 38,3-41,6 (n=17)   | 8,8-10,7 (n=13)  |
| Chihuahua (n-7)  | 87-94              | 31-36             | 9-10                  | 16-17            | 40,6-43,9          | 9-15             |
| Californië       | 88-112             | 31-41             | -                     | 14-20            | 36-46              | 8-14             |
| Louisiana (n=69) | 90-109             | 29-42             | 7-14                  | 10-20            | 38,2-45,6          | 9,6-14,7         |

## Verspreiding en ondersoorten
De noordgrens van de verspreiding loopt van het zuiden van Oregon langs Nevada, het noorden van Utah en Nebraska, Arkansas, Mississippi, het noorden van Alabama, Georgia en het zuiden van North Carolina. Als dwaalgast is de soort bekend uit Illinois, Iowa, Ohio en South Dakota. De soort komt waarschijnlijk voor in geheel Midden-Amerika en de eilanden van het Caraïbisch gebied tot Tobago. In Zuid-Amerika leeft de soort van het noorden van Colombia tot het zuidoosten van Brazilië en Chili en Argentinië zuidelijk tot respectievelijk Temuco en de provincie Río Negro. Als dwaalgast is de soort zelfs op de Falklandeilanden gevonden. In de Amazonebekken ontbreekt het dier. In sommige delen van zijn verspreidingsgebied, zoals Argentinië en de VS, komt het dier algemeen voor, maar in de noordelijke Kleine Antillen is het dier wat zeldzamer.
Als fossiel is de soort sinds het Pleistoceen bekend in Noord-Amerika en op de Antillen. De enige locatie buiten de huidige verspreiding is Mammoth Cave in Kentucky (Laat-Pleistoceen); daarnaast is de soort in het Pleistoceen van de VS gevonden in Florida, Arizona, New Mexico en Texas. Ook van Cuba en Puerto Rico zijn Pleistocene fossielen bekend.
De soort wordt verdeeld in negen ondersoorten (antillularum Miller, 1902, bahamensis Rhen, 1902, brasiliensis I. Geoffroy, 1824, constanzae Shamel, 1931, cynocephala Le Conte, 1831, intermedia Shamel, 1931, mexicana Saussure, 1860, murina Gray, 1827 en muscula Gundlach, 1861). Veel van deze ondersoorten zijn ook wel als aparte soorten gezien.

## Gedrag en leefwijze
Het voedsel bestaat voornamelijk uit vlinders, maar de soort eet ook kevers, tweevleugeligen, vliesvleugeligen en allerlei andere insecten; naar verluidt eet het dier ongeveer een gram aan voedsel per nacht. Bij het foerageren vliegt dit dier hoog en snel boven open gebieden, op 6 à 15 m hoogte. De guanovleermuis foerageert in groepen van 10 à 13 dieren en heeft een voorkeur voor insecten die in zwermen vliegen. Vroeg in de avond komt deze soort uit zijn slaapplaats. Vlak daarvoor maakt hij een hoog, kwetterend geluid. Het dier reist tot 50 km naar zijn voedingsplaats. De soort wordt bij het verlaten van de kolonie gegeten door uilen en haviken, zoals geobserveerd in Oklahoma. Ook de grote renkoekoek, skunk, wasbeer, Virginiaanse opossum en allerlei slangen eten guanovleermuizen. Er zijn overblijfselen van het dier gevonden in uilenballen van de kerkuil. Op de soort zijn allerlei parasieten gevonden, van trypanosoma tot teken. Ook hondsdolheid is bekend van guanovleermuizen uit de VS.
In Californië wordt aan het einde van de winter gepaard. De zwangerschap duurt zo'n 100 dagen. Bijna alle zygoten nestelen zich in de rechter baarmoederhoorn. Het jong wordt in Californië aan het einde van juni of in het begin van juli geboren, maar in de Kleine Antillen in maart. Er worden grote geboortekolonies gevormd door de vrouwtjes. De enorme geboortekolonies van miljoenen exemplaren in de grotten van het zuidwesten van de Verenigde Staten zijn beroemd. In de tropen vormt deze soort kleinere kolonies van honderd à duizend dieren in grotten, rotsspleten, daken en boomholtes. In Argentinië, in de provincie Tucumán, is echter ook een kolonie van zo'n 12 miljoen dieren bekend.
Meestal wordt er slechts één jong geboren, maar bij een aantal exemplaren uit Alabama had meer dan de helft van de vrouwtjes een twee- of drieling. De geboorte vindt plaats terwijl het vrouwtje ondersteboven hangt en duurt ongeveer 90 seconden. Na zo'n twee uur volgt de placenta. Het jong heeft ongeveer een kwartier nodig om een tepel te vinden. Pasgeboren jongen uit Louisiana zijn ongeveer 2,5 cm lang en hebben een gladde, bijna haarloze huid. De lengte van de voorarm neemt per dag 0,7 à 1,0 mm toe, het gewicht 0,4 g. De jongen worden over het algemeen niet door hun moeder meegenomen bij het zoeken naar voedsel. Moeders zijn in staat om hun eigen jong te herkennen; in zo'n 83% van de gevallen konden ze hun eigen jong terugvinden in een kolonie in Texas. Na ruim een maand kunnen de jongen vliegen. In Florida worden mannetjes in hun tweede jaar geslachtsrijp, maar vrouwtjes al na negen maanden. Het dier kan tot 8 jaar oud worden.
De guanovleermuis migreert jaarlijks in Mexico en de zuidelijke VS. Veel dieren brengen de zomer door tussen Arizona en Texas en vliegen zo'n 1600 km zuidwaarts naar het zuiden van Mexico in de winter. In Texas komen ze in maart of april aan en vertrekken in september weer. In Californië migreert het dier echter nauwelijks, al is het mogelijk dat populaties uit het zuiden van Nevada en westen van Arizona in zuidelijk Californië overwinteren. Veel mannetjes blijven in de zomer achter in Mexico, terwijl de vrouwtjes naar het noorden vliegen om jongen te krijgen. In Chiapas is een kolonie gevonden bestaande uit 40000 mannetjes en geen enkel vrouwtje. Tijdens de migratie kan de soort tot 32 km per dag afleggen.
De guanovleermuis kan bij temperaturen tot 5 °C overleven. In rust slaat het hart zo'n 150 keer per minuut, maar als het dier actief is kan de hartslag tot 660 per minuut toenemen. Per jaar heeft de guanovleermuis zo'n 4300 kcal aan energie nodig.
Tot op een afstand van 525 km kunnen individuele guanovleermuizen hun grot terugvinden. De soort is tot vier jaar in gevangenschap gehouden. In de Tweede Wereldoorlog onderzocht het leger van de VS het mogelijke gebruik van guanovleermuizen om bommen naar vijandelijke doelen te vervoeren. Het dier heeft de naam "guanovleermuis" gekregen door de 30 m aan guano die een kolonie van deze soort in New Mexico had geproduceerd; deze voorraad werd gedurende 20 jaar commercieel geëxploiteerd.
De soort kan zich verplaatsen met een snelheid van 160 km/h, wat sneller is dan de gierzwaluw, waarvan lange tijd gedacht werd dat het de snelste horizontale vlieger was.

## Status
Deze soort komt algemeen voor en heeft een grote verspreiding, maar een aantal populaties wordt bedreigd door het gebruik van giftige pesticiden en/of door de exploitatie van de guanolagen in hun grotten. Door de IUCN wordt de soort als "gevoelig" (NT) beschouwd.